# 阿尔穆德瓦尔
阿尔穆德瓦尔，是西班牙阿拉贡自治区韦斯卡省的一个市镇。总面积202平方公里，总人口2280人（2001年），人口密度11人/平方公里。